# سوار بن ابتكين
سوار بن ابتكين، من أشهر نواب عماد الدين زنكي في حلب، قدم إلى حلب عام 524 هـ. كان رجلًا مشهورًا بالحروب وتدبير الأمور، وله وقائع مشهورة ضد الصليبيين.
أجرى عليه عماد الدين زنكي الإقطاعات الكثيرة، واعتمد عليه في قتال الفرنج.